# Kerk van Ketting
De Kerk van Ketting (Deens: Ketting Kirke) is een kerkgebouw van het bisdom Haderslev van de Deense Volkskerk die op een natuurlijke heuvel staat midden in het dorp Ketting op het schiereiland Als.

## Geschiedenis
De 17 meter hoge en 13 meter brede toren werd rond 1160 in romaanse stijl opgetrokken en diende in het begin als toevluchtsoord en verdedigingswerk in een tijd dat invallen van Wenden het gebied teisterden en velen als slaaf wegvoerden. Het oorspronkelijk romaanse kerkschip werd in 1773 vervangen door het huidige kerkschip met een balkenplafond. Nadat de kerk in de periode 1851-1854 tijdelijk als kruitmagazijn werd gebruikt, volgde een restauratie en werden de kleine ramen van het schip vervangen door grote ijzeren ramen. Het pleisteren en witten van de kerk volgde in 1867. In het jaar 2000 werd het dak van de kerk vernieuwd.

## Interieur

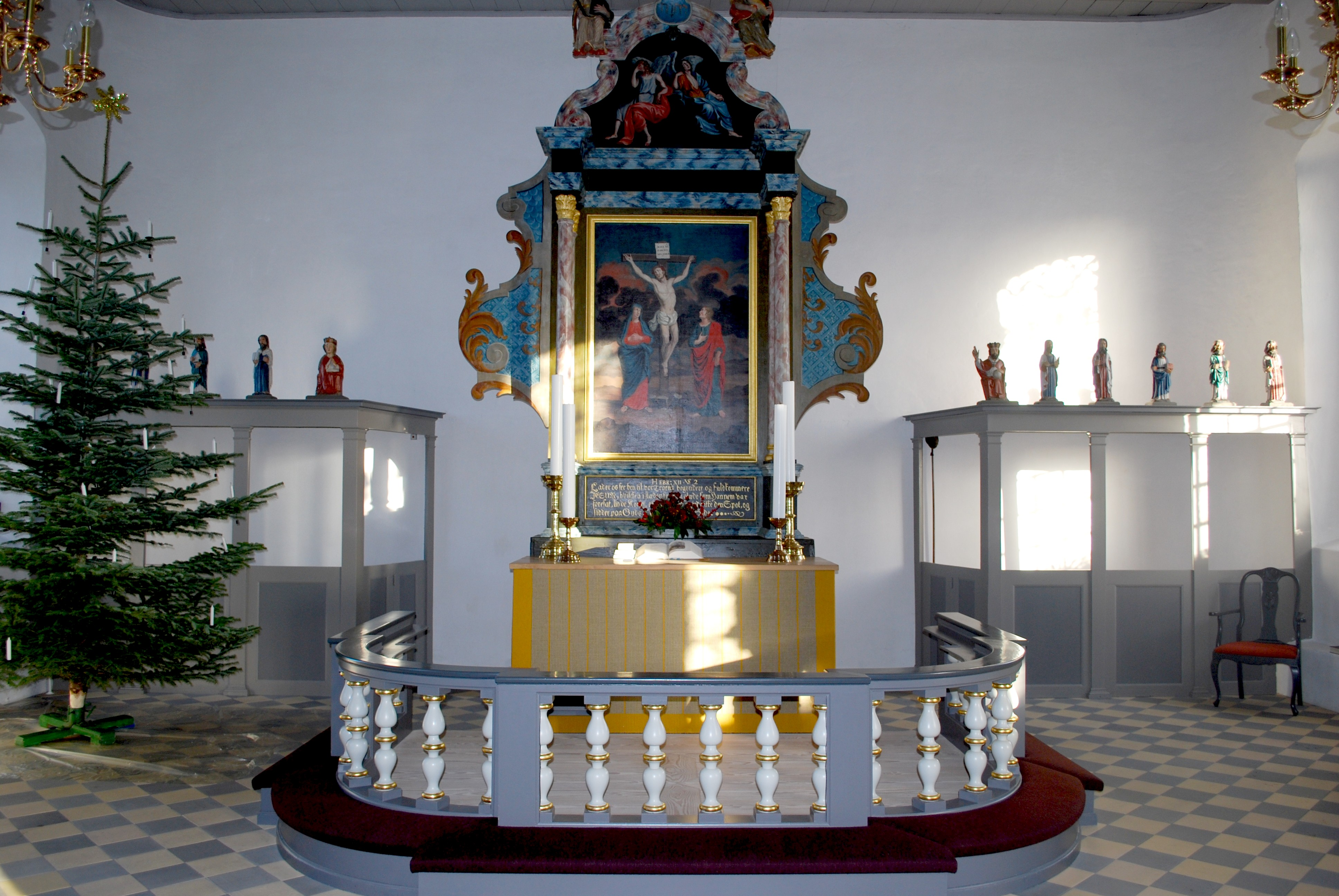
altaar

In het voorportaal bevindt zich een gesloten gestoelte uit 1773 dat werd gebruikt voor vrouwen die net een kind hadden gebaard en hier moesten wachten totdat de predikant hen had "ingelezen". De toegangsdeur van het portaal dateert uit 1600-1700 en heeft een groot gotisch houten slot.
Het met hout beklede altaar werd waarschijnlijk tegelijk met de bouw van de kerk opgemetseld. Het altaarstuk uit 1743 bevat een schilderij van de kruisiging, dat in 1788 het schilderij van Jacobs droom verving dat tegenwoordig aan de zuidelijke muur hangt. Bij de restauratie van het altaar in 1991 werden de altaarvleugels en de bekroning van de beide figuren 'Geloof' en 'Hoop' na een lang verblijf op de kerkzolder opnieuw aangebracht.
Links van het altaar staan de beelden van de discipelen en Maria, rechts de beelden van een gekroonde Christus en vijf van de discipelen. In totaal zijn er negen beelden van de discipelen overgebleven: twee verdwenen in 1773 en een werd in 1991 gestolen. De panelen aan elke kant van het altaar vormen onderdelen van de vroegere biechtstoelen in de kerk. Een ouder altaarstuk uit de katholieke tijd met een Madonna in een stralenkrans dateert uit de vroege jaren 1500 en hangt tegenwoordig aan de noordelijke muur.
De renaissance preekstoel toont in reliëfs aan de kuip: de schepping van de vrouw, de zondeval, de kruisiging en de opstanding.
Het doopvont is van 1772 en werd gemaakt door Peter Hansen, terwijl de in 1669 door de hofmeester Munk van Gammelgaard geschonken doopschaal uit 1575 stamt. Uit oude optekeningen wordt gesproken over een granieten doopvont, vermoedelijk betreft dat het doopvont dat in 1909 in de pastorietuin werd gevonden en dat zich tegenwoordig in het museum in het Sønderborg Slot bevindt.
Aan de noordelijke muur bevindt zich een vroeggotisch kruisbeeld uit circa 1300. Het werd aan de kerk gegeven toen hertogin Anna in 1668 stierf. De beelden van Maria en Johannes werden hier na de restauratie in 1991 geplaatst.

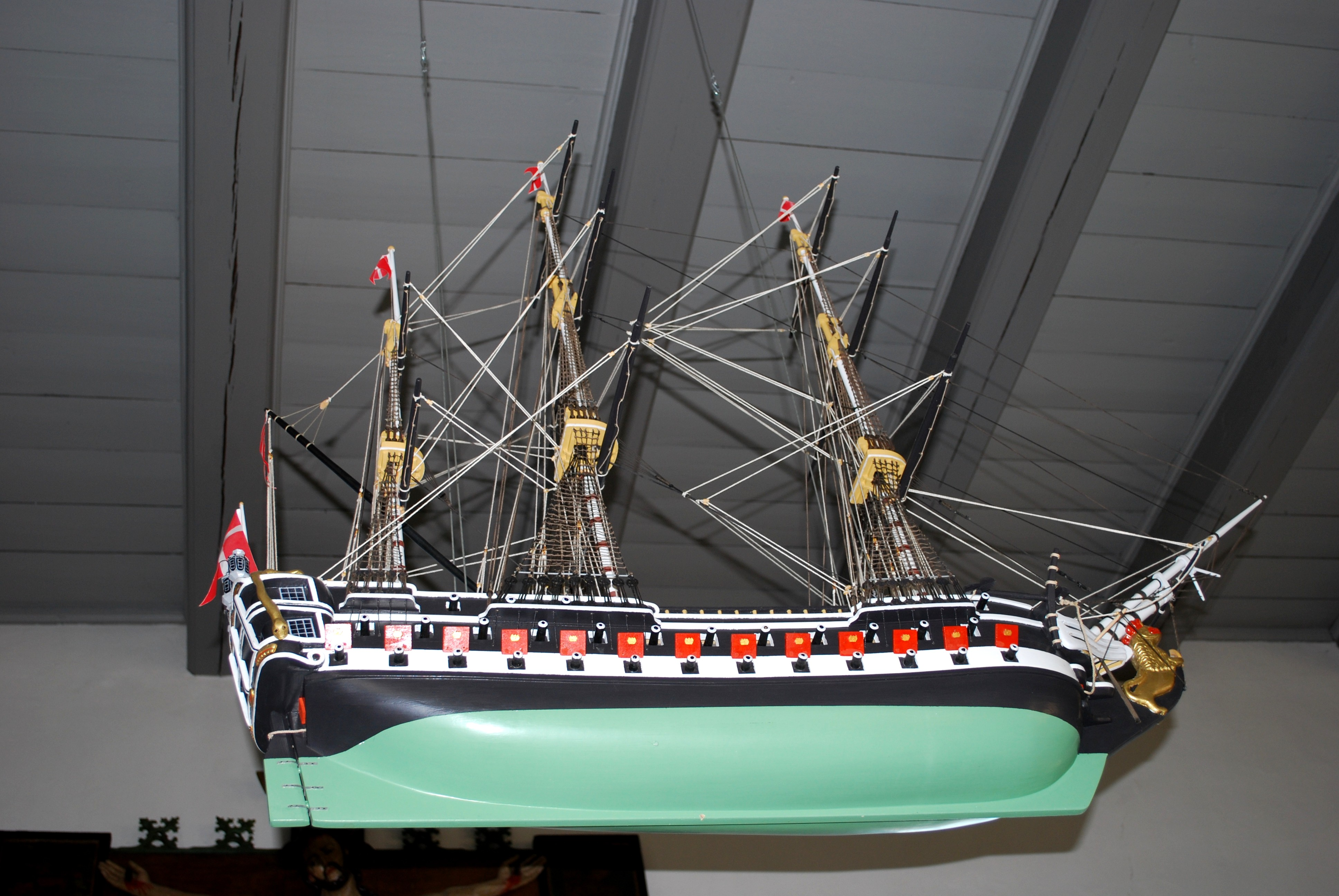
Votiefschip

Het votiefschip werd oorspronkelijk 1770 en 1780 gebouwd door Christian Thomsen uit Ketting. In de 19e eeuw werd het votiefschip tweemaal gerestaureerd en in 1855 teruggehangen in de kerk. Omdat het votiefschip zich in de jaren 1980 in een zeer slechte staat bevond, bood de parochiaan Jens Marcussen aan het schip te restaureren. De staat bleek echter zo slecht te zijn, dat het een reconstructie werd van het oude votiefschip, waarbij enkele onderdelen konden worden hergebruikt. Op 18 maart 2007 keerde het votiefschip terug in de kerk.
De kerkbanken werden in 1927 geplaatst en ontworpen door de architecten Dall & Mundt te Sønderborg.
De grafzerk bij de ingang werd tijdens de restauratie van 2004 gevonden en bedekte ooit het graf van een kind. De tekst op de zerk luidt: OBIIT ANNO 1684 DOROTHEA LOUISE PETERS NATÆ ANNO 1683 (begraven in het jaar onzes Heeren 1684 Dorothea Louise Peters geboren in het jaar des Heeren 1683).

## Orgel
Het orgel in de kerk werd in 1878 door Ph. Furthwägler & Söhne in Elze bij Hannover gebouwd en in 1958 verbouwd door Marcussen & Søn in 1958.

## Klokken
De kerk bezit twee luidklokken. De kleine inscriptieloze klok heeft een diameter van 90 cm. en werd rond 1350 gegoten. De grote in 1554 door Gert van Mervelt gegoten klok heeft een diameter van 126 cm. en bezit de inscriptie Guds ord bliver i evighed (Gods woord blijft in eeuwigheid).